# Andrigo
Andrigo de Oliveira Araújo (Estrela, 27 febbraio 1995) è un calciatore brasiliano, centrocampista del Suwon.

## Caratteristiche tecniche
È un trequartista.

## Carriera
Cresciuto nelle giovanili dell'Internacional, ha esordito in prima squadra il 6 dicembre 2015 in occasione del match vinto 2-0 contro il Cruzeiro.